# La Paix du dimanche
La Paix du dimanche (Look Back In Anger) est une pièce de John Osborne de 1956. L'intrigue se situe dans un appartement une pièce des Midlands où un triangle amoureux se dessine : Jimmy Porter, un jeune homme brillant bien que (volontairement) déclassé ; sa femme, d'origine bourgeoise, Alison ; et sa bourgeoise d'amie, Helena Charles. Cliff, l'ami des Porter, habite au-dessus, et prend plaisir à tenter de maintenir la paix au milieu des couples qui se forment dans l'appartement. La pièce a connu un grand succès sur la scène londonienne et a lancé, grâce à la critique, le terme de « jeunes gens en colère » (angry young men, la pièce, en anglais, s'intitule en effet Look Back In Anger) qui en est venu à décrire les dramaturges et écrivains de la génération d'Osborne, ayant souvent recours à un réalisme abrupt, en contraste avec l'idéalisme de la période précédente.

## Mise en scène
La pièce a d'abord été mise en scène au Royal Court Theatre de Londres : le choc qu'elle a produit a lancé l'expression angry young men, qui en est venue à désigner l'ensemble du mouvement littéraire qui occupa la scène théâtrale britannique au cours des années 1950 (dont Harold Pinter, Alan Bates et Peter Shaffer). La première représentation eut lieu le 8 mai 1956 et la légende veut que le public se soit montré particulièrement choqué de voir un fer à repasser sur scène.

## Argument

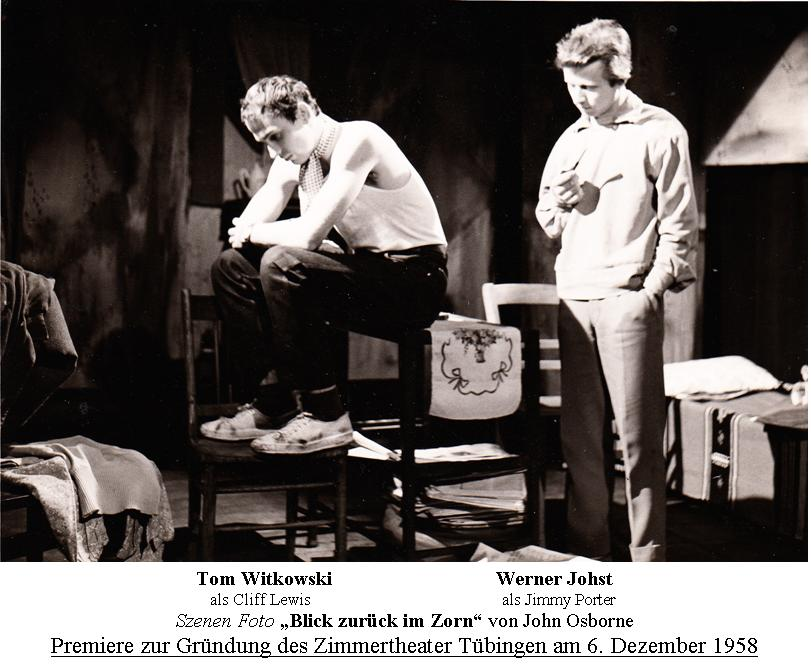
Blick zurück im Zorn Szene B6 T mit Tom Witkowski - Werner Johst

La pièce se déroule tout du long dans le « une pièce » de Jimmy et Alison, dans les Midlands. Au début de l'acte I, Jimmy et Cliff essayent de lire les journaux du dimanche pendant qu'Alison repasse. Jimmy n'a de cesse d'essayer de pousser Alison à bout, insultant et lui rappelant ses origines bourgeoises. Cliff fait tout ce qu'il peut pour tempérer la relation, rôle qu'il semble apprécier. La passivité d'Alison s'oppose à la rudesse et l'emportement de Jimmy, qui semble « être né à la mauvaise époque ». Il fait souvent preuve d'un esprit fin et d'un art de la formule qui sont ses principales armes contre l'ennui, cette paix dominicale contre laquelle il s'insurge. A l'acte II, Helena, la meilleure amie d'Alison (et la meilleure ennemie de Jimmy, parce qu'elle est d'origine bourgeoise), arrive et chamboule les relations en même temps qu'on apprend qu'Alison est enceinte. Helena fait tout pour qu'Alison regagne la maison et la sécurité de ses parents, ce que cette dernière accepte finalement de faire, une fois mise devant le fait accompli (Helena a envoyé un télégramme au père d'Alison, vieux colonel à la retraite, ou, comme le dit Jimmy « vieille plante tout droit sortie de la jungle edwardienne qui n'arrive pas à comprendre pourquoi le soleil ne brille plus », qui accourt pour secourir sa fille), et ce malgré l'amour qu'elle porte à son mari.
Helena s'avère être tombée amoureuse de Jimmy (ce qui explique son empressement à faire partir Alison), et c'est finalement elle qui reste avec Jimmy. L'acte III, plusieurs mois après ces évènements, répète le début de l'acte I, à ceci près qu'Helena a remplacé Alison. Le retour, fin de l'acte, d'Alison finit par convaincre Helena que sa place n'est pas auprès de Jimmy. Alison et Jimmy se retrouvent dans l'amour qu'ils se portent l'un à l'autre, dans cette ménagerie (qui n'est pas sans rappeler la Ménagerie de verre de Tennessee Williams) où lui est un ours et où elle est un écureuil.

## Adaptations
La pièce a été adaptée au cinéma sous le même titre par Tony Richardson en 1959 (en français Les Corps sauvages).